# Línea 1 (Salto)
La línea 1 es una línea urbana de Salto, une el barrio Cerro con el Parque Solari. Es operada por la Intendencia de Salto. 

## Recorridos
Une precisamente la intersección de las calles Paraguay y Joaquín Suárez en el barrio Cerro, con las avenidas Blandengues y Amorim, en el barrio Parque Solari. Circulando en ambos sentidos por las siguientes vías.
- Avenida Paraguay
- Delgado
- Julio Delgado
- Armando Barbieri
- Costanera Norte
- Brasil
- Juan Manuel Blanes
- Agraciada
- Avenida Batlle y Ordóñez
- Avenida Rodó
- Avenida Amorim
- Maciel
- Avenida Blandengues